# D. M. Dassanayake
D. M. Dassanayake (mit vollem Namen Dassanayake Mudiyanselage Dassanayake; * 29. April 1953 in Anamaduwa; † 8. Januar 2008 in Colombo) war ein sri-lankischer Politiker.

## Leben
Dassanayake vertrat den Wahlkreis seines Wohnortes Anamaduwa in der Provinz Wayamba im Parlament. Seit Januar 2007 war Dassanayake Minister für Nationenbildung und ein Mitglied des Parlaments von Sri Lanka. Er starb durch Verletzungen, die er bei einem Bombenanschlag in Ja-Ela, einem Dorf 19 km nördlich von Colombo, erlitten hatte.
Der Minister fiel einer Splittermine zum Opfer, die einen Fahrzeugkonvoi traf und sechs weitere Menschen verletzte. Einer seiner Leibwächter erlag ebenfalls später seinen schweren Verletzungen.
Dassanayake war mit der Vice Chairperson of the Wyamba Provincial Council Indrani Dassanayake verheiratet; sie haben eine Tochter.